# 誘因
| ウィキペディアには「誘因」という見出しの百科事典記事はありません（タイトルに「誘因」を含むページの一覧/「誘因」で始まるページの一覧）。 代わりにウィクショナリーのページ「誘因」が役に立つかもしれません。 |

## 経済学における誘因
経済学において、経済主体の行動を変化させるような事柄（金銭的・非金銭的なもの含む）を誘因（インセンティブ）と呼ぶ。